# 11927 Маунт Кент
11927 Маунт Кент (11927 Mount Kent) — астероїд головного поясу, відкритий 16 січня 1993 року.
Тіссеранів параметр щодо Юпітера — 3,383.